# Alfred Coste-Floret
Alfred Coste-Floret (* 9. April 1911 in Montpellier; † 9. Januar 1990 in Paris) war ein französischer Politiker und Jurist. Von 1946 bis 1958 war er Abgeordneter der Nationalversammlung und von 1984 bis 1989 Mitglied des Europäischen Parlaments. Als Staatsanwalt nahm er für Frankreich an den Nürnberger Prozessen teil.

## Frühes Leben und Krieg
Coste-Floret kam 1911 gemeinsam mit seinem Zwillingsbruder Paul Coste-Floret zur Welt, der später ebenfalls zum Abgeordneten der Nationalversammlung wurde. Als Mitglied einer Anwaltsfamilie studierte Alfred Jura, promovierte darin und lehrte das Fach ab 1938 in Straßburg. Während des Krieges wurde die Universität von Straßburg nach Clermont-Ferrand verlegt und galt als ein Sammelpunkt der Résistance. Auf diese Weise wurde Coste-Floret zum Mitglied der Widerstandsgruppe Combat. Nach der Befreiung Frankreichs kehrte er nach Straßburg zurück, wo er an der Restrukturierung der Stadt beteiligt war. An den 1945 beginnenden Nürnberger Prozessen war er als stellvertretender Staatsanwalt beteiligt und war im Besonderen für Verbrechen zuständig, die Elsass und Lothringen betrafen.

## Politische Karriere
Als Mitglied des Mouvement républicain populaire bewarb sich Coste-Floret bei den ersten regulären Parlamentswahlen nach dem Krieg im November 1946 um einen Sitz im Parlament. Im Département Haute-Garonne erreichte er den Einzug in die Nationalversammlung. 1951 wurde der Abgeordnete, der zudem zum Bürgermeister von Bagnères-de-Luchon und zum Mitglied des Generalrats im Département Haute-Garonne gewählt wurde, als Abgeordneter wiedergewählt. 1956 gelang ihm erneut die Wiederwahl. Er stimmte 1958 für das Ermächtigungsgesetz von Charles de Gaulle, das die Fünfte Republik einleitete.  Zwar war er in dieser kein weiteres Mal im nationalen Parlament vertreten, doch schaffte er 1984 den Einzug ins Zweite Europäische Parlament. Dort war er bis 1989 vertreten und gehörte der Fraktion der Sammlungsbewegung der Europäischen Demokraten. Er befasste sich vor allem mit den europäischen Beziehungen zu Israel. Im Januar 1990 starb er einige Monate nach seinem Ausscheiden aus dem Parlament.